# Страконице
Стра́конице (устар. Страконицы, чеш. Strakonice [ˈstrakoɲɪtsɛ], бывш. нем. Strakonitz) — город в Южночешском крае Чехии. Муниципалитет с расширенными полномочиями и административный центр района Страконице.

## Географическое положение
Находится на реке Отаве (бассейн Влтавы).

## История
Первое письменное упоминание о селении Страконице относится к 1243 году, когда пани Болемила, жена основателя замка Страконице Бавора I из Стракониц, пожаловала ордену иоаннитов деревню рядом с замком, упомянув костёл Святого Вацлава в этой деревне. Грамота Болемилы 1243 года сохранилась до наших дней.
В 1367 году Страконице получил права города.
Центр текстильного производства. Первые четыре ремесленных цеха были организованы в 1482 году по распоряжению гроссмейстера Мальтийского ордена (в собственности которого в это время находился город). В 1716 году из цеха сукновалов выделился цех чулочников. С 1807 года здесь началось промышленное изготовление фесок (на экспорт в Османскую империю и другие мусульманские страны - продолжавшееся на протяжении почти двухсот лет, до первой мировой войны). В 1899 году в результате объединения нескольких текстильных мастерских была создана текстильная фабрика "Фезко".
После Мюнхенского договора 1938 года территория находилась под немецкой оккупацией.
В 1973 году население составляло 18,7 тыс. человек, основой экономики были транспортное машиностроение (авто- и мотоциклетостроение), текстильно-швейная промышленность (камвольные ткани и шерстяные изделия), молочноконсервное и пивоваренное производство. Кроме того, здесь постепенно развивался туризм.

## Экономика
Транспортное машиностроение (крупнейшее предприятие — Česká zbrojovka Strakonice — производит теперь преимущественно автокомпоненты, во времена ЧССР был крупным производителем дорожных и кроссовых мотоциклов), текстильная, пищевая (пивоваренная и молочно-консервная) промышленность.
Традиционное производство фесок (завод «Фезко») и волынок.

## Достопримечательности
В Страконице есть музей, который располагается на территории Страконицкого замка.

## Население
| 1869    | 1869    | 1880    | 1880    | 1890    | 1900    | 1910    | 1921    | 1921    | 1930    | 1930    | 1950    |
| ------- | ------- | ------- | ------- | ------- | ------- | ------- | ------- | ------- | ------- | ------- | ------- |
| 5183    | ↗8327   | ↘5835   | ↗9246   | ↘8733   | ↗8789   | ↘8715   | ↘7723   | ↗9001   | ↗11 398 | ↘9883   | ↗11 743 |
| 1950    | 1961    | 1961    | 1970    | 1970    | 1980    | 1980    | 1991    | 1991    | 2001    | 2014    | 2016    |
| ↗12 056 | ↗14 022 | ↗14 297 | ↗17 514 | ↘17 478 | ↗22 611 | ↘21 731 | ↗24 705 | →24 705 | ↘23 800 | ↘22 922 | ↘22 902 |
| 2017    | 2018    | 2019    | 2020    | 2021    | 2021    | 2022    | 2023    | 2024    |         |         |         |
| ↗22 908 | ↘22 888 | ↘22 754 | ↘22 646 | ↘22 428 | ↘21 909 | ↗22 214 | ↗22 583 | ↘22 522 |         |         |         |

## Города-побратимы
- Бад-Зальцунген, Германия
- Ленгнау, Швейцария

- Мозырь, Белоруссия